# Прогресс М-48
Прогресс М-48 — транспортный грузовой космический корабль (ТГК) серии «Прогресс», запущен к Международной космической станции. 12-й российский корабль снабжения МКС. Серийный номер 248.

## Цель полёта
Доставка на МКС более 2500 килограммов различных грузов, в числе которых топливо для двигательных установок МКС, кислород, воздух, питьевую воду, приборы для научных экспериментов, бортдокументацию, контейнеры с продуктами питания, посылки для экипажа.
По заказу российского космонавта на орбиту прибыла упаковка с комедийными фильмами и видеокассета с песнями казаков. Эдвард Лу получит золотое кольцо от своей невесты.
Экипажу также были доставлены мобильные телефоны, которыми они смогут воспользоваться после приземления для связи с группой поиска и эвакуации космонавтов.

## Хроника полёта
- 29.08.2003, в 05:47:59 (MSK), (01:47:59 UTC) — запуск с космодрома Байконур;
- 31.08.2003, в 07:40:45 (MSK), (03:40:45 UTC) — осуществлена стыковка с МКС к стыковочному узлу на агрегатном отсеке служебного модуля «Звезда». Процесс сближения и стыковки проводился в автоматическом режиме;
- 28.01.2004, в 11:35:56 (MSK), (08:35:56 UTC) — ТГК отстыковался от МКС и отправился в автономный полёт.

## Перечень грузов
Суммарная масса всех доставляемых грузов: 2566 кг
| Название | Масса (кг) |
| --- | ---------- |
| Газ в баллонах средств подачи кислорода (СрПК) (суммарная масса — 818 кг):                                   |            |
| Кислород | 21         |
| Воздух | 24         |
| Вода в баках системы «Родник»                                                                                | 420        |
| Топливо в КДУ для нужд МКС                                                                                   | 250        |
| Грузы, доставляемые в герметичном отсеке (суммарная масса — 1498 кг):                                        |            |
| Оборудование для систем:                                                                                     |            |
| обеспечения газового состава (СОГС)                                                                          | 55         |
| водообеспечения (СВО)                                                                                        | 160        |
| обеспечения теплового режима (СОТР)                                                                          | 78         |
| электропитания (СЭП)                                                                                         | 157        |
| Средства санитарно-гигиенического обеспечения (ССГО)                                                         | 120        |
| Научная аппаратура                                                                                           | 46         |
| Контейнеры с рационами питания, свежие продукты                                                              | 199        |
| Медицинское оборудование, бельё, средства личной гигиены и профилактики воздействия невесомости              | 192        |
| Оборудование для дооснащения и обслуживания бортовых систем                                                  | 57         |
| Оборудование для ФГБ «Заря»                                                                                  | 80         |
| Бортдокументация, посылки для экипажа, комплект для фотоаппаратуры                                           | 33         |
| Оборудование для американского сегмента, в том числе продукты, средства санитарно-гигиенического обеспечения | 321        |

## Фотографии

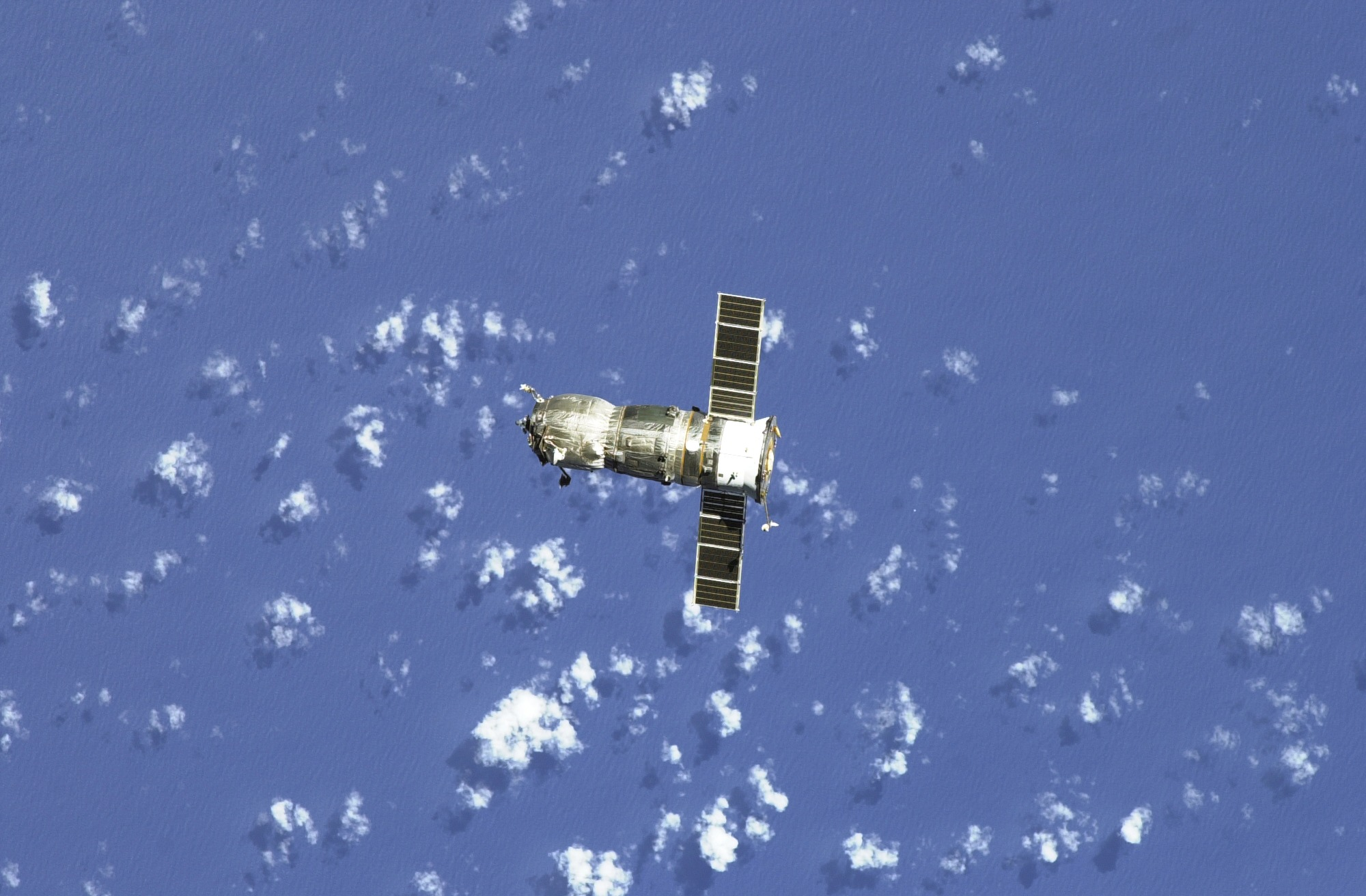
ТГК «Прогресс М-48» в полёте